# Homoneura fallenii
Homoneura fallenii är en tvåvingeart som först beskrevs av Christian Rudolph Wilhelm Wiedemann 1830.  Homoneura fallenii ingår i släktet Homoneura och familjen lövflugor. Inga underarter finns listade i Catalogue of Life.